# 滕阿苏

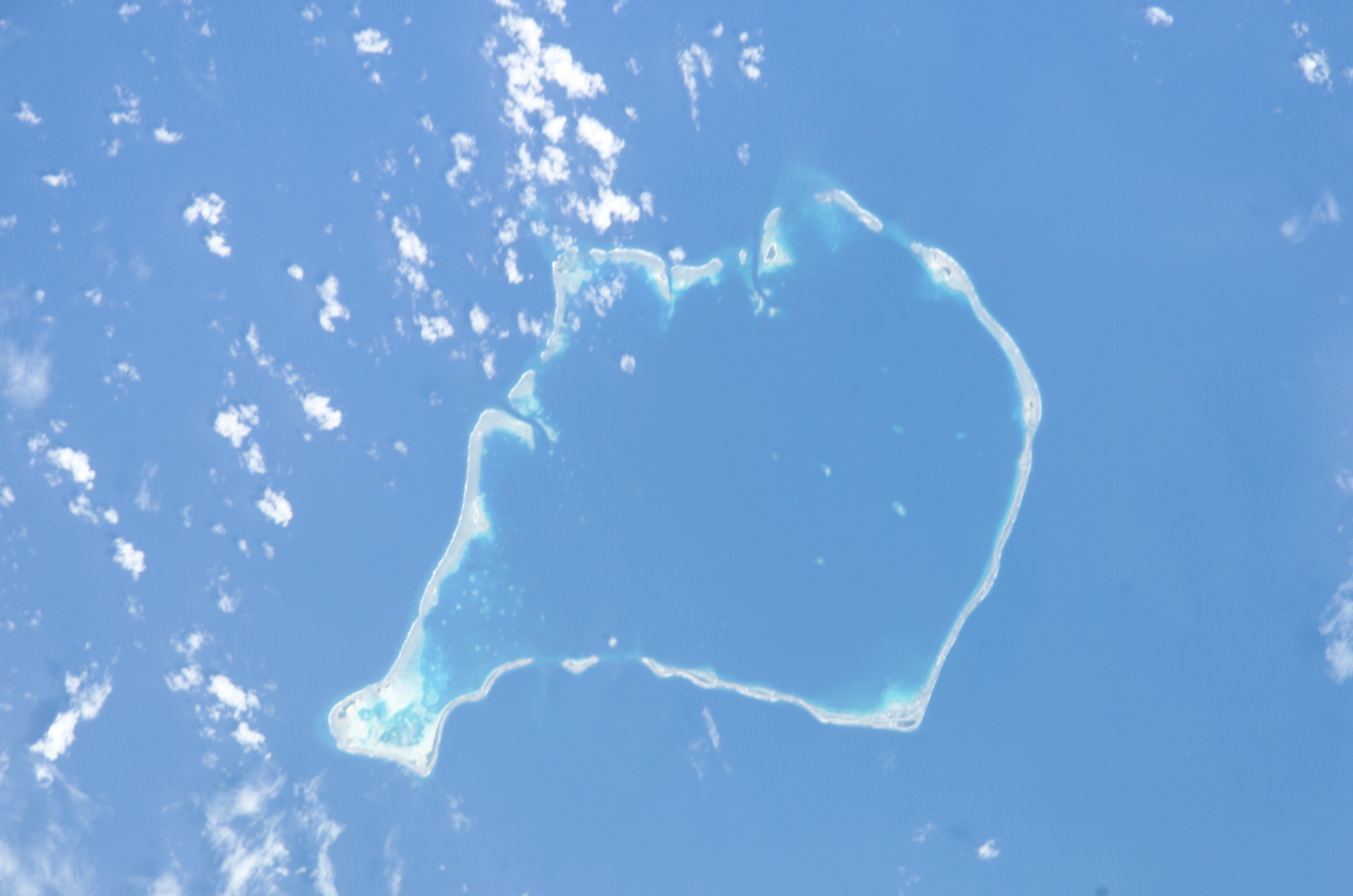
富納富提全圖

8°37′59″S 179°04′33″E / 8.633°S 179.0758°E
滕阿苏（英語：Tengasu Isle）是一個位於吐瓦魯首都富納富提的一座珊瑚礁島嶼。該島海拔6米。該島平均温度为2度。最热的月份是3月，氣溫为12度，最冷的時候為7月，氣溫为0度。